# Siegfried Fricke
Siegfried Fricke (19 de noviembre de 1954) es un deportista alemán que compitió para la RFA en remo. Participó en los Juegos Olímpicos de Montreal 1976, obteniendo una medalla de bronce en la prueba de cuatro con timonel.

## Palmarés internacional
| Juegos Olímpicos | Juegos Olímpicos  | Juegos Olímpicos  | Juegos Olímpicos   |
| Año              | Lugar             | Medalla           | Prueba             |
| ---------------- | ----------------- | ----------------- | ------------------ |
| 1976             | Montreal (Canadá) | Medalla de bronce | Cuatro con timonel |